# 広田村 (愛媛県)
広田村（ひろたむら）は、愛媛県の中予地方、下浮穴郡のち伊予郡にあった村。2005年（平成17年）1月1日に 北に隣接する砥部町と新設合併し、新しい砥部町の一部となり、自治体としての歴史は閉じた。山村。

## 地理

### 位置・地形
松山市から南に約30km国道33号と国道379号を下った山間部。玉谷川の両岸に少しばかりの平地が開けている。中心となる街は総津であり、ここに村役場、中学校もある。（役場は合併と共に支所になった。）
東西約7km、南北7kmの小さい村でもあった。

### 地名の由来
昔、この付近に人が住み始めた頃、せっかく開拓した田畑にイノシシが入り込み、荒らしてしまうことがあった。荒らされた土地は「ぬばた」と呼ばれ、この付近は「広奴田」（ひろぬた）郷と呼ばれるようになった。やがて、省略されて「広田」となった。

### 地域
大字
多居谷（おおいだに）、仙波（せんば）、総津（そうづ）、高市（たかいち）、玉谷（たまたに）、中野川（なかのかわ）、満穂（みつほ）　のつの大字
栗田（くりだ）は明治22年当初は広田村の大字の一つであったが1929年（昭和4年）からは区域変更し 中山町に属した。
上記のうち総津、高市、玉谷、そして栗田にはそれぞれ後に小学校の前身となる学校があった。
行政区
- 1947年（昭和22年）に30区域を定め、代表者に行政事務の一部を委嘱していた。太平洋戦争後の社会的な諸制度の変更にともない村行政が急膨張し事務吏員ではとうていまかないきれなかったため。
- 1990年（平成2年）に66組を12区に統合整理し、「区長」制度を導入した。

満穂、篠谷、玉谷、大内野、中野川、高市1、高市2、総津1、総津2、総津3、多居谷、仙波　の12区

## 歴史
- 1889年（明治22年）12月15日 - 町村制施行により下浮穴郡多居谷村、猿谷村、総津村、中野川村、高市村、玉谷村、満穂村、栗田村が合併して下浮穴郡広田村として成立。
- 1897年（明治30年）4月 - 伊予郡に郡域変更。
- 1929年（昭和4年）3月 - 旧栗田村区域を中山町（現伊予市）に編入。
- 1963年（昭和38年）1月 - 豪雪（通称「38豪雪」）、積雪量2〜3mに達し、山林の被害甚大。
- 1964年（昭和39年）12月 - 日本鉱業により広田鉱山再鉱される。
- 1970年（昭和45年）9月 - 広田鉱山廃坑になる。
- 1973年（昭和48年）1月 - 有線放送始まる。
- 1974年（昭和49年）3月 - 広田バイパス完成。
- 1975年（昭和50年）3月 - 主要地方道砥部・内子線、国道379号に昇格。
- 1976年（昭和51年）10月 - 国道上尾隧道第二第三隧道開通。
- 1985年（昭和60年）9月 - 第三セクター広田村産業開発公社設立。
- 1986年（昭和61年）3月 - 広田焼開発センター完成、広田焼始まる。
- 1986年（昭和61年）7月 - 衆議院議員選挙区替えにより「3区」に編入される（伊予市伊予郡の他の町村と共に）。
- 1986年（昭和61年）8月 - 国道379号総津バイパス完成。
- 1992年（平成4年）9月 - 農林作業請負会社「グリーンキーパー」設立。
- 1994年（平成6年）4月 - 道の駅「ひろた」認定。
- 1994年（平成6年）5月 - 神の森大橋、交流ふるさと研修の宿完成。
- 2000年（平成12年）4月 - 峡の館オープン。
- 2005年（平成17年）1月1日 - 砥部町と対等合併し、新たな砥部町となる。

## 行政

### 庁舎[2]
幾度か移転している。
- 1901年（明治34年）4月15日　広田村大字総津字バー甲1823番地  のちの広田中学校体育館の場所
- 1924年（大正13年）2月4日　広田村大字総津字古町甲1129番地　のちに建設会社の土地
- 1936年（昭和11年）12月完工　広田村大字総津字上七百甲1785番地
- 1981年（昭和56年）建築  砥部町との合併後は広田支所となった。

### 首長
歴代村長
- 渡辺景成 明治23年1月、初代
- 河内正憲 明治17年1月
- 河内正行 明治31年1月
- 伊藤秀徳 明治32年8月
- 横山正信 明治33年12月
- 渡辺聖寿 明治41年10月
- 佐々木茂治郎 大正9年6月
- 宇都宮寅之助 大正15年3月
- 正岡一七造 昭和4年9月
- 小泉清信 昭和8年9月
- 中村源吉 昭和10年1月
- 正岡一七造 昭和11年8月（再）
- 佐々木輝茂 昭和15年8月
- 中村源吉 昭和16年1月
- 宇都宮寅之助 昭和17年3月
- 安川寧通 昭和21年1月
- 船田常一 昭和22年4月
- 三好清 昭和26年2月
- 堀川繁男 昭和30年4月
- 三好清 昭和42年4月
- 村上岩雄 昭和52年4月
- 三好晃二 平成3年4月
- 肥田禎之 平成7年4月 - ひださだゆき、2024年4月7日死去94歳
- 三好晃二 平成11年4月、最後の村長

年月は就任年月

### 村章等
村章 - 1977年（昭和52年）12月23日制定
広田村の「広」で山の形を つくり、頂点の鋭角は村の飛翔を表した。「田」は円にし村民の和を表している。
キャッチフレーズ
豊かな自然とゆたかな心
まちづくりのキャッチフレーズ
ふれあいとやすらぎ育む狭の郷（きょうのさと）

### 市町村合併の経緯
- 昭和の合併　四国山中の山村であり近隣町村との距離も遠く経験していない。
- 平成の市町村合併

道路事情の関係で伊予郡内でも砥部町以外の町村とは直接行き来しづらいことから、砥部町との合併は既定路線ともいえた。砥部町がさらに別の市や町と合併する場合でも、よほどのことがない限り、行動をともにするのが当村としては順当な選択といえた。結局は、砥部町の事情もあり、一町一村での合併となった。形としては新設合併。

## 経済・産業
山村であり、農林業以外に格別の産業はない。小規模な山村で労働力人口が少ないうえ平地も乏しく、近年でこそ松山方面への交通が改善されたが、それまでは不便であったことから、工場誘致にも特に取り組んではこなかった。
林業
林業はかつては隆盛を極めたが、木材価格の下落によって、業として成り立つ瀬戸際にまで追い詰められているといったのが実態である。38豪雪は、この四国の山村にも暗い影を落とした。何日も孤立し、山林にも被害が発生し、林業やここでの生活に見切りをつけた人々とその家族が離村し、松山へ移り住むなどの事情もあり、活気を失い静かな山村へと次第に変貌を遂げていった。
観光
地形や歴史文化にあまり他と比べた特徴がない。

## 教育
村内に高等学校はない。
- 小学校 玉谷小学校、高市小学校、広田小学校

広田村が砥部町と合併後ではあるが玉谷、高市の両小学校は2017年（平成29年）広田小学校に統合、旧村内の小学校は1校となっている。
高市小学校は山村留学の取組みで知られた。
- 中学校

広田中学校 (村内唯一の中学校であったが、平成21年(2009年)3月、閉校。砥部中学校へ統合)

## 交通
村内に鉄道はなく、道路交通のみに依存。村内を南北に縦貫し、文字通り背骨の役割を果たしているのが国道379号で、上尾峠の改良により、松山市・砥部町方面の交通が、また南の内子町方面への道も改良されている。両方面とも、村内の区間は、全線片側1車線ながら、線形は改良されている。
国道
- 国道379号

県道
- 県道42号

道の駅
- ひろた